# Allodecta
Allodecta is een geslacht van spinnen uit de familie springspinnen (Salticidae).

## Soorten
De volgende soorten zijn bij het geslacht ingedeeld:
- Allodecta maxillaris Bryant, 1950